# Moustier-Ventadour
 Moustier-Ventadour  là một xã thuộc tỉnh Corrèze trong vùng Nouvelle-Aquitaine miền trung Pháp.